# NGC 2541
NGC 2541 là một thiên hà xoắn ốc không có thanh nằm cách xa khoảng 40 triệu năm ánh sáng. Nó nằm trong nhóm thiên hà NGC 2841 với NGC 2500, NGC 2537 và NGC 2552.